# Deutsche Wohnen
Deutsche Wohnen SE je německá společnost obchodující s nemovitostmi kotovaná na burze se sídlem v Berlíně. Společnost vlastní přibližně 160 tisíc bytů (z toho přes 110 tisíc v Berlíně) a 2900 komerčních nemovitostí. Portfolio nemovitostí také zahrnuje cca 80 pečovatelských nemovitostí s cca 10 tisíci místy pro klienty a 1000 bytů pro asistované bydlení. 75 % z cca 5300 zaměstnanců společnosti k roku 2020 pracovalo v ošetřovatelství.
Deutsche Wohnen byla v roce 2010 zařazena do burzovního indexu MDAX a v červnu 2020 byla zařazena také do indexu DAX.

## Historie

### Založení a vstup na burzu
Deutsche Wohnen byla založena v roce 1998 společností Deutsche Bank AG. Základem portfolia společnosti se staly rezidenční nemovitosti, získané ve stejnéím roce od penzijního fondu Hoechst a spolkového státu Porýní-Falc .
Vstup na burzu se uskutečnil v listopadu 1999. Teprve poté, co byla ukončena dohoda o dominanci s Deutsche Bank AG, je Deutsche Wohnen AG od července 2006 nezávislou akciovou společností kótovanou na burze.
V červenci 2007 společnost získala do svého vlastnictví společnost GEHAG obchodující také s nemovistostmi.
V roce 2012 společnost získala 23 500 bytů s podnikovou hodnotou 1,24 miliard EUR od britské banky Barclays.
V listopadu 2013 Deutsche Wohnen úspěšně dokončila převzetí společnosti GSW Immobilien AG zapsané na seznamu MDAX, která byla vytvořena v důsledku privatizace největšího berlínského městského bytového podniku.
V roce 2014 plánovala společnost Deutsche Wohnen získat rakouskou společnost Conwert Immobilien Invest za přibližně jednu miliardu eur. Projekt nebyl úspěšný.
Dne 21. září 2015 Deutsche Wohnen oznámila, že se chce spojit se svým konkurentem LEG Immobilien. To mělo být provedeno prostřednictvím výměny akcií, ve které by akcionáři LEG obdrželi 33 nových akcií Deutsche Wohnen za deset akcií LEG. Celkově by šlo o výměnu akcií za 4,6 miliard EUR. Po fúzi, která měla být dokončena do konce roku 2015, by akcionáři Deutsche Wohnen měli 61 % podílů v nové společnosti, akcionáři LEG by drželi zbývajících 39 %. Fúze by vedla ke vzniku druhé největší realitní společnosti v Německu po Vonovii s 250 000 byty a hodnotou majetku 17 miliard EUR. V říjnu 2015 však vyšlo najevo, že plán na převzetí společnosti LEG Immobilien byl zrušen kvůli tlaku akcionářů Deutsche Wohnen.

### Pokus o převzetí společností Vonovia
14. října 2015 předložila společnost Vonovia akcionářům společnosti Deutsche Wohnen nabídku na převzetí společnosti za více než 14 miliard EUR – nicméně jen za předpokladu, že fúze s LEG Immobilien bude zamítnuta na výroční valné hromadě 28. října 2015 a Deutsche Wohnen již nebude získávat žádná významná aktiva. 22. října 2015 pak Deutsche Wohnen zrušila svoji vlastní valnou hromadu, která by byla nezbytná pro převzetí společnosti LEG, kvůli změně hlasování vlivných poradců pro hlasovací práva. Představenstvo a dozorčí rada Deutsche Wohnen následně odmítly nabídku převzetí společnosti Vonovia, která byla považována za nevýhodnou. Aby Deutsche Wohnen zdůraznila svou nezávislost a vlastní možnosti růstu, podepsala v listopadu 2015 smlouvu s Patrizia AG na získání portfolia 13 600 bytů (plus asi 2 000 dalších jednotek ve druhé polovině roku 2016) za 1,3 miliardy EUR. Vonovia však oznámila, že navzdory této akvizici bude pokračovat ve snaze o převzetí společnosti. 2. prosince 2015 předložila akcionářům svoji nabídku oficiálně, poté co společnost 30. listopadu 2015 dostala od svých vlastních akcionářů zelenou pro nezbytné navýšení kapitálu.
Poté, co se na konci ledna 2016 ukázalo, že cílový podíl 57 % se do původně určeného termínu 26. ledna nepodařilo získat, Vonovia prodloužila nabídkové období do 9. února a zároveň snížil kvótu na 50 %. Společnost nebyla schopna dosáhnout ani tohoto cíle, protože pouze 30 % akcionářů nabídku přijalo. Pokus o převzetí je proto považován za neúspěšný.
Deutsche Wohnen sídlí v Berlíně od roku 2017 – dříve měla společnost sídlo ve Frankfurtu nad Mohanem. V roce 2017 společnost také změnila svou právní formu z AG na tzv. evropskou společnost a od té doby se nazývá Deutsche Wohnen SE.
Začátkem listopadu 2017 společnost oznámila, že podá ústavní žalobu na berlínský index nájemného.
V roce 2018 chtěla Deutsche Wohnen koupit tři bytové domy od společnosti Predac Immobilien Management AG na berlínské ulici Karl-Marx-Allee. Berlínský krajský soud zastavil převzetí v polovině prosince příkazem: provedení prodejních listin bylo do odvolání zakázáno u celkem 675 bytů a 57 obchodních jednotek. Podle zpráv z tisku bylo žalobcem bytové družstvo Friedrichshain (WBF), kterému bytové domy patřilo do poloviny 90. let. Berlínský senátor pro finance Matthias Kollatz (SPD) rozhodnutí uvítal. Berlínský senát tím podle něj získal více času na to, aby pomohl nájemcům získat byty samotné a poté je převést na obecní bytové družstvo. 5. ledna 2019 by jinak vypršela lhůta, která by to obyvatelům umožnila. Státní společnost Gewobag, okresní správa Friedrichshain-Kreuzberg a Senát vyvinuli model pro využití předkupního práva (viz § 577 BGB), aby se dosáhlo rekomunalizace dotčených bytů.
V dubnu 2019 bylo oznámeno, že berlínský krajský soud na základě žaloby dceřiné společnosti firmy Deutsche Wohnen prohlásil berlínský index nájemného za nezákonný. Chybí totiž dostatečný základ pro odhad cen. Generální ředitel asociace berlínských nájemníků Berliner Mietervereins Wibke Werner kritizoval rozsudek jako matoucí a vidí potřebu jednat na federální úrovni: pro vytváření indexů nájemného je nutná zákonná úprava. V červnu 2019 berlínský senát oznámil, že od ledna 2020 bude zavedeno pětileté zmrazení zvýšení nájemného. 25. března 2021 federální ústavní soud rozhodl, že zákon o omezení nájemného v bytě v Berlíně (MietWoG Bln), známý jako „strop nájemného“ je neslučitelné ustanoveními v ústavě. Stát Berlín nemá žádnou legislativní kompetenci poté, co spolková vláda v roce 2015 rozhodla o cenové brzdě.
24. května 2021 bylo oznámeno další plánované převzetí společností Vonovia. Na valné hromadu dne 1. června byly proto zrušeny opovídající body programu (oprávnění k nákupu vlastních akcií). Spolkový antimonopolní úřad schválil projekt převzetí. Minimální práh přijetí nabídky dobrovolného převzetí 50 % všech akcií společnosti Deutsche Wohnen nebylo ale ve stanoveném termínu dosaženo. Společnost Vonovia to připisovala chování hedge fondů a vysokému podílu akcií v držení indexových fondů (ETF) v Deutsche Wohnen. V srpnu 2021 následovala třetí, zvýšená nabídka převzetí, také za předpokladu, že bude dosaženo minimální míry přijetí návrhu 50 % plus jedné akcie.
V pondělí 27. září 2021 (tedy den po berlínském referendu o vyvlastnění bytů) společnost Vonovia oznámila, že má zajištěných 50,49 % akcií a tím pádem je připravena k převzetí společnosti Deutsche Wohnen.

## Podnikání

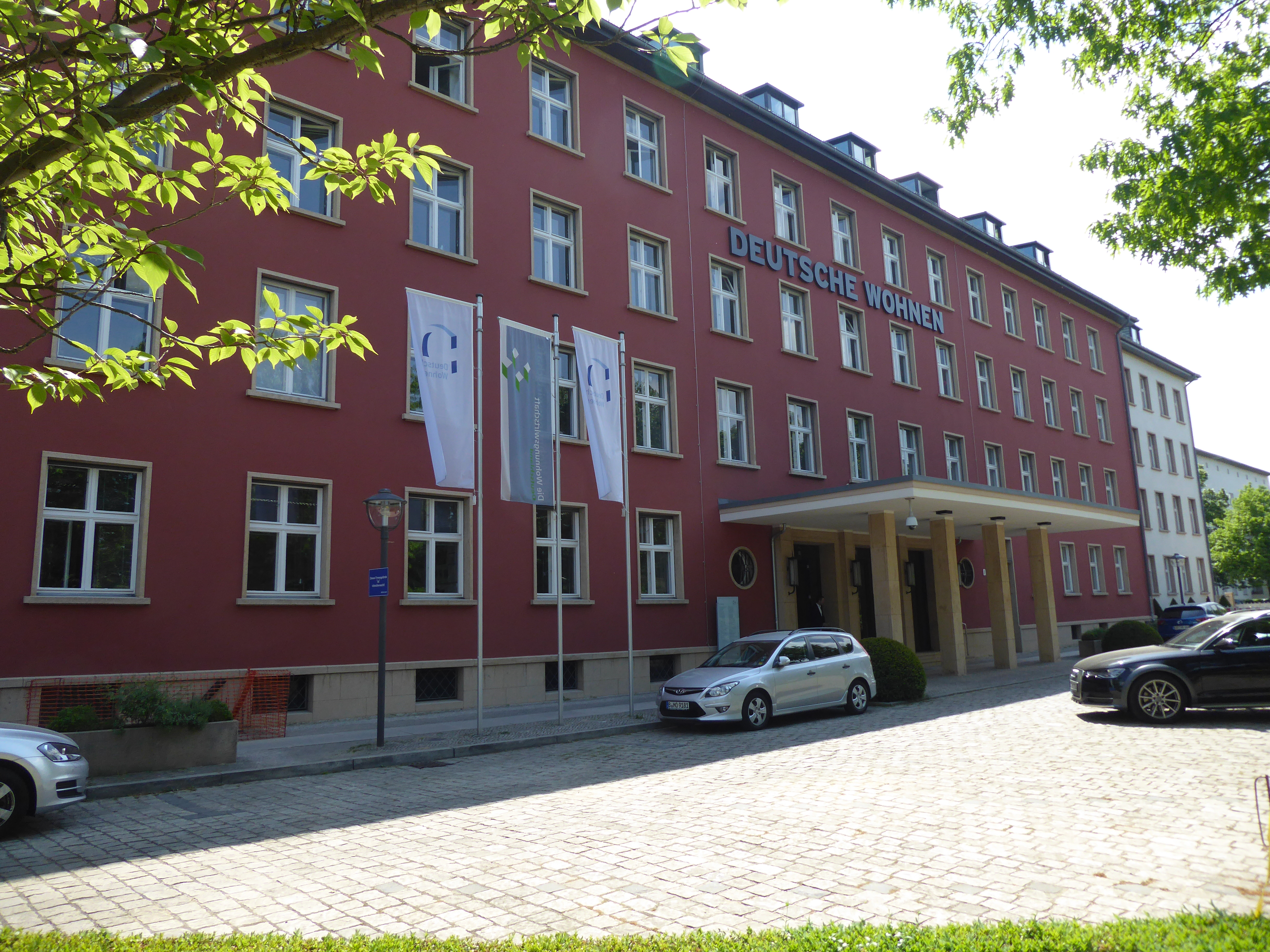
Sídlo Deutsche Wohnen v Berlíně-Wilmersdorfu

### Organizace
Skupina společností je rozdělena do tří úrovní:
Nejvyšší patro tvoří společnost Deutsche Wohnen SE, která jako holding plní centrální finanční a řídicí úkoly, jako je personální správa, komunikace, financování a správa majetku. Majetky skupiny jsou pak seskupeny v takzvaných majetkových společnostech.
Představenstvo v současné době tvoří čtyři lidé. Dozorčí rada se skládá ze šesti lidí.

### Portfolio
Deutsche Wohnen SE spravuje portfolio přibližně 160 000 bytových a komerčních jednotek v celkové hodnotě 26,2 miliardy Euro. Zhruba 155 400 bytů se nachází v metropolotní oblasti Berlína (114 200), v Drážďanech / Lipsku (10600), ve Frankfurtu nad Mohanem (9600), v Hannoveru / Braunschweigu (5900) a v Kolíně / Düsseldorfu (2900). Společnost také staví, nakupuje a prodává nemovitosti. V segmentu péče a chráněného bydlení Deutsche Wohnen provozuje zařízení péče sama a také je pronajímá externím operátorům. Počet pečovatelských míst a bytů se zvýšil z 6700 v září 2017 na 10 580 v prosinci 2020.

### Obchodní údaje
Společnost v roce 2020 dosáhla tržeb přibližně 2,7 miliardy EUR, z toho 1,25 miliardy EUR prodejem nemovitosti, 1,2 miliardy EUR z pronájmů a 0,25 miliardy EUR z provozu a pronájem pečovatelských zařízení. Velká část zisku před zdaněním v roce 2020 ve výši 2,2 miliardy EUR jde ve výši 1,9 miliardy EUR zpět na zvýšení hodnoty nemovitosti.

### Akcie
22. června 2020 Deutsche Wohnen SE vstoupila do indexu DAX 30 a nahradila Deutsche Lufthansa, která senacházela v problémech. Díky tomu se Deutsche Wohnen stala vedle Vonovia druhou realitní společností v předním indexu. Předtím byly akcie společnosti od prosince 2010 uvedeny na MDAX. Jsou také zahrnuty v hlavních indexech EPRA / NAREIT, STOXX Europe 600 a GPR 15.
Zhruba 360 milionů vydaných akcií bylo k 6. lednu 2021 rozděleno mezi akcionáři takto:
| Podíl   | Akcionáři (+ sídlo)                                           |
| ------- | ------------------------------------------------------------- |
| 11,48 % | BlackRock, Inc. (New York City, USA)                          |
| 9,94 %  | MFS Investment Management (Boston, USA)                       |
| 6,93 %  | Norges Bank (Oslo, Norsko) – nepřímo pro státní penzijní fond |
| 4,47 %  | Deutsche Wohnen SE (Berlín, Německo) – vlastní akcie          |
| 3.10 %  | State Street Corporation (Boston, USA)                        |
| 64,08 % | Ostatní                                                       |

Tato struktura však již není aktuální. Vonovia měla do srpna 2021 získat podíl 29,99 %. Od držení 30 % pak byla povinna předložit nabídku na převzetí.
Dividenda na akcii v 10. a na začátku 20. let 21. století neustále rostla a dividendový výnos byl od roku 2015 více než 2 %. Hodnota samotných akcií se od té doby také zdvojnásobila.
Bytová politika v Berlíně má dopad na ceny akcií. Poté, co Senát oznámil, že zavede pětileté zmrazení zvýšení nájemného (berlínský strop na nájemné), cena akcií v červnu 2019 klesla z více než 42 na 36 EUR následně ale opět stoupla na více než 50 EUR.

## Aktivity

### Památková ochrana

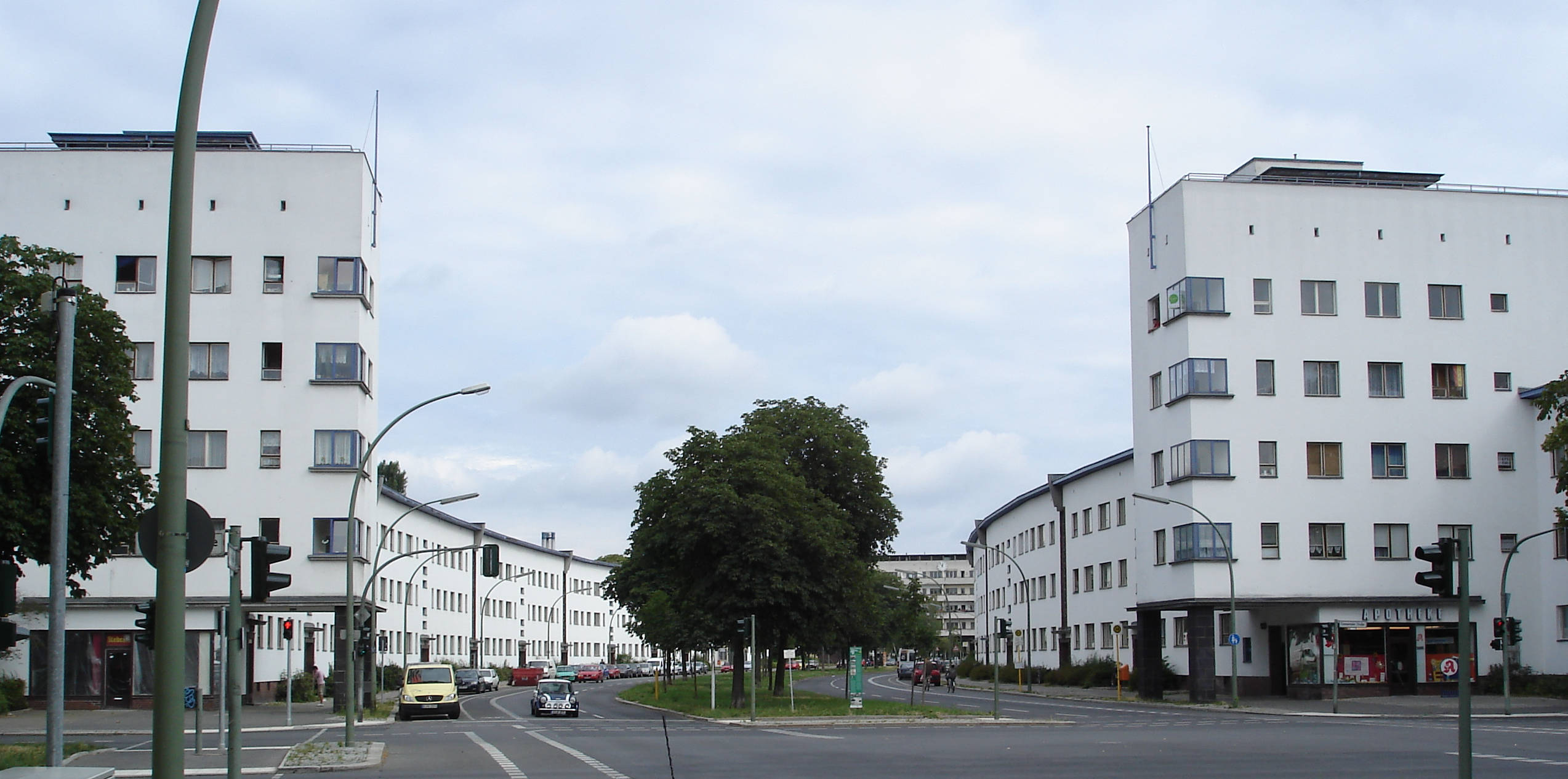
Domy Bílého města

Kolem 30 tisíc bytových jednotek společnosti se nachází v objektech spadajících pod památkovou ochranu. V důsledku převzetí společnosti GEHAG vlastní Deutsche Wohnen v Berlíně čtyři památky světového dědictví UNESCO – podkovovou osadu Britz, Bílé město, prstencovou osadu Siemensstadt a obytnou oblast Carl Legien. Tyto památky jsou příklady realizací sociálního bydlení ve Výmarské republice.

### Sociální angažovanost a sponzorství
V úzké spolupráci s místními sdruženími a institucemi se Deutsche Wohnen podílí na celé řadě iniciativ a různých oblastech veřejného života. Patří mezi ně takzvaný fond DW na podporu rozvoje Falkenhagener Feld ve Spandau a podpora dětského domova NaDu v Sahlkampu v Hannoveru.
Společnost má dlouhou tradici aktivního dohledu a podpory uměleckých projektů. Existuje například spolupráce s Bröhanským muzeem v Berlíně.
Deutsche Wohnen je hlavním sponzorem házenkářského klubu Füchse Berlin.

## Kritika
Deutsche Wohnen a její dceřiné společnosti byly v roce 2019 kritizovány za jejich politiku zacházení s bydlením a pronájmy orientovanou jednostranně na zisk. Získaný GSW Immobilien byl například obviňován z nedostatečného udržování stávajícího stavu bytů a nedostatečného odstraňování nedostatků, zejména od převzetí společností Deutsche Wohnen. Je také obviněn z vytváření příjmů nejen neustálým zvyšováním nájemného, ale také nadprůměrnými dodatečnými náklady, které vyplývají ze smluv o poskytování služeb s dceřinými společnostmi, přičemž de facto dochází ke zvyšování nájemného. Zejména iniciativy nájemníků v Berlíně, kde společnost vlastní zhruba dvě třetiny bytů ze svého portfolia protestují proti její nájemní politice.
V roce 2018 byla na návrh organizace Interventionistischen Linken založena iniciativa Deutsche Wohnen & Co. enteignen, jejímž cílem bylo vypsat referendum o tom, že Deutsche Wohnen a další nadměrně velké bytové společnosti zaměřené na zisk v Berlíně by měly být vyvlastněny a jejich bytové fondy by měly být socializovány. Jejich správu by pak převzala veřejnoprávní instituce. V roce 2019 pak tato iniciativa vyvolala federální politickou diskusi o vyvlastnění bytových společností. Referendum proběhlo 26. září 2021 a skončilo mírným vítězstvím zastánců vyvlastnění. Návrh se tak posunul do dalších fází prověřování v souladu s ustanoveními o referendech.